# VV ONA in het seizoen 1958/59
Het seizoen 1958/1959 was het vierde jaar in het bestaan van de Goudse betaaldvoetbalclub ONA. De club kwam uit in de Tweede divisie A en eindigde daarin op de 14e plaats. Tevens deed de club mee aan het toernooi om de KNVB beker, hierin werd de club in de eerste ronde, na strafschoppen, uitgeschakeld door Gouda (0–0).

## Wedstrijdstatistieken

### Tweede divisie A
|       | Baronie | DHC   | DOSKO | EBOH  | EDO   | 't Gooi | Hilversum | LONGA | UVS   | De Valk | Velox | Wilhelmina | Xerxes | Zeist |
| ----- | ------- | ----- | ----- | ----- | ----- | ------- | --------- | ----- | ----- | ------- | ----- | ---------- | ------ | ----- |
| Thuis | 1 – 0   | 1 – 1 | 2 – 0 | 1 – 4 | 1 – 0 | 1 – 3   | 1 – 4     | 3 – 1 | 2 – 1 | 1 – 3   | 1 – 2 | 1 – 1      | 5 – 1  | 3 – 1 |
| Uit   | 2 – 1   | 3 – 0 | 3 – 2 | 5 – 1 | 2 – 2 | 4 – 0   | 0 – 0     | 3 – 2 | 5 – 0 | 2 – 1   | 5 – 2 | 0 – 2      | 1 – 2  | 2 – 3 |

### KNVB beker
| Voorronde                                    | ONA                                                                         | 4 – 1 (0 – 1)                     | VSV                    |
| 28 september 1958 Plaats: Gouda Walvisstraat | Hans Pietersen 57' (e.d.) A. van Adrichem 67' Ouweneel 69' Van den Berg 80' |                                   | 20' Cor van der Hijden |
| 1e ronde                                     | ONA                                                                         | 0 – 0 Gouda wint na strafschoppen | Gouda                  |
| 19 april 1959 Plaats: Gouda Walvisstraat     |                                                                             |                                   |                        |

## Statistieken ONA 1958/1959

### Eindstand ONA in de Nederlandse Tweede divisie A 1958 / 1959
| Stand | Gespeeld | Gewonnen | Gelijk | Verloren | Punten | Doelpunten voor | Doelpunten tegen |
| ----- | -------- | -------- | ------ | -------- | ------ | --------------- | ---------------- |
| 14e   | 28       | 7        | 4      | 17       | 18     | 36              | 64               |

### Topscorers
| #                | Naam                        | Goal |
| ---------------- | --------------------------- | ---- |
| 1.               | A. van Adrichem             | 8    |
| 1.               | Adrie van den Berg          | 8    |
| 2.               | Ouweneel                    | 7    |
| 3.               | Joop Christ                 | 4    |
| 4.               | Jan Kortlever               | 2    |
| 4.               | Nico Koster                 | 2    |
| 4.               | C. van Rhijn                | 2    |
| 7.               | Gerard Lingen               | 1    |
| Eigen doelpunten |                             |      |
| 1.               | Evert van de Eshof (Zeist)  |      |
| 1.               | Rijk van Veldhuizen (LONGA) |      |
| Totaal           | Totaal                      | 36   |

| #              | Naam                 | Goal |
| -------------- | -------------------- | ---- |
| 1.             | A. van Adrichem      | 1    |
| 1.             | Ouweneel             | 1    |
| 1.             | Van den Berg         | 1    |
| Eigen doelpunt |                      |      |
| 1.             | Hans Pietersen (VSV) | 1    |
| Totaal         | Totaal               | 4    |